# WTA de Nova York
O WTA de Nova York – ou NYJTL Bronx Open, na última edição – foi um torneio de tênis profissional feminino, de nível WTA International.
Realizado na cidade de Nova York, nos Estados Unidos, estreou em 2004, teve cinco edições seguidas e voltou em 2019 para apenas uma competição. No primeiro período, aconteceu no bairro de Forest Hills, no Queens, apenas em jogos de simples. No segundo, se deu no distrito do Bronx. Os jogos eram disputados em quadras duras durante o mês de agosto.

## Finais

### Simples
| Ano                                     | Campeã              | Vice-campeã      | Resultado     |
| --------------------------------------- | ------------------- | ---------------- | ------------- |
| 2019                                    | Magda Linette       | Camila Giorgi    | 5–7, 7–5, 6–4 |
| Torneio não realizado entre 2018 e 2009 |                     |                  |               |
| 2008                                    | Lucie Šafářová      | Peng Shuai       | 6–4, 6–2      |
| 2007                                    | Gisela Dulko        | Virginie Razzano | 6–2, 6–2      |
| 2006                                    | Meghann Shaughnessy | Anna Smashnova   | 1–6, 6–0, 6–4 |
| 2005                                    | Lucie Šafářová      | Sania Mirza      | 3–6, 7–5, 6–4 |
| 2004                                    | Elena Likhovtseva   | Iveta Benešová   | 6–2, 6–2      |

### Duplas
| Ano                                               | Campeãs                                  | Vice-campeãs                         | Resultado        |
| ------------------------------------------------- | ---------------------------------------- | ------------------------------------ | ---------------- |
| 2019                                              | Darija Jurak María José Martínez Sánchez | Margarita Gasparyan Monica Niculescu | 7–5, 2–6, [10–7] |
| Torneio não realizado entre 2018 e 2009           |                                          |                                      |                  |
| Torneio de duplas não realizado entre 2008 e 2004 |                                          |                                      |                  |